# Francisco Javier Martínez Fernández
Francisco Javier Martínez Fernández (Madrid, 20 dicembre 1947) è un arcivescovo cattolico spagnolo, dal 1º febbraio 2023 arcivescovo emerito di Granada.

## Biografia
Francisco Javier Martínez Fernández è nato a Madrid il 20 dicembre 1947. I suoi genitori, Francisco e Pilar, erano originari delle Asturie e si erano trasferiti a Madrid prima dei vent'anni per cercare fortuna.

### Formazione e ministero sacerdotale
Ha frequentato la scuola "Decroly" nel quartiere Argüelles e nel 1959 è entrato nel seminario di Madrid.
Il 3 aprile 1972 è stato ordinato presbitero. Inizialmente ha esercitato il ministero pastorale a Casarrubuelos, una cittadina a sud di Madrid, fino alla fine del 1974. Lì ha seguito i gruppi giovanili e ha collaborato con la sede centrale dell'Azione Cattolica e con la scuola diocesana dei Cursillos de Cristiandad. Nel 1973 si è laureato in teologia biblica presso la Pontificia Università di Comillas a Madrid con una tesi su "Le origini della tradizione evangelica secondo la scuola scandinava".
Poco dopo, nel 1975, il Consiglio superiore per la ricerca scientifica gli ha assegnato una borsa di studio per lavorare sull'argomento "Il figlio dell'uomo. Contributo allo studio del substrato aramaico dei Vangeli". In seguito ha trascorso un semestre presso la Philosophisch-Theologische Hochschule Sankt Georgen di Francoforte sul Meno e dal 1978 al 1979 ha studiato all'École biblique et archéologique française di Gerusalemme. Infine, dall'estate del 1979 al febbraio del 1985, ha studiato filologia semitica all'Università Cattolica d'America a Washington e si è specializzato in lingua e letteratura siriaca. Nel 1982 ha conseguito un Master of Arts.
Durante gli anni di studio non ha interrotto il ministero pastorale e in particolare si è dedicato alla pastorale giovanile. Nel 1975, insieme ad altri giovani sacerdoti, ha avviato alcuni campi-scuola per giovani nei Picos de Europa e corsi estivi per la formazione dei giovani ad Avila. Insieme a questi sacerdoti ha anche fondato l'associazione culturale "Nueva Tierra" per educare i giovani a una testimonianza culturalmente significativa della loro fede. Durante la sua permanenza in Germania, attraverso un giovane gesuita di Francoforte sul Meno ha conosciuto il movimento di Comunione e liberazione che all'epoca si stava diffondendo anche in Spagna e al quale hanno aderito gran parte dei sacerdoti e dei giovani dell'Associazione "Nueva Tierra".

### Ministero episcopale
Il 20 marzo 1985 papa Giovanni Paolo II lo ha nominato vescovo ausiliare di Madrid e titolare di Voli. Ha ricevuto l'ordinazione episcopale l'11 maggio successivo dall'arcivescovo di Madrid Ángel Suquía Goicoechea, co-consacranti il cardinale Vicente Enrique y Tarancón, arcivescovo emerito della stessa arcidiocesi, e l'arcivescovo Antonio Innocenti, nunzio apostolico in Spagna.
Come ausiliare, si è occupato principalmente di pastorale giovanile, universitaria e famigliare, insegnamento, catechesi, comunicazioni sociali e del Centro di studi teologici "San Dámaso", presso il quale era docente. Ha promosso la creazione dell'Istituto diocesano di filologia classica e orientale "San Justino".
Il 15 marzo 1996 lo stesso pontefice lo ha nominato vescovo di Cordova. Ha preso possesso della diocesi il 18 maggio successivo.
Il 15 marzo 2003 papa Giovanni Paolo II lo ha nominato arcivescovo metropolita di Granada. Ha preso possesso della diocesi il 1º giugno successivo.
A Granada ha speso molte energie nella diffusione della cultura. Ha promosso la creazione del Centro internazionale per lo studio dell'oriente cristiano (ICSCO). Il Centro offre corsi di alcune lingue dell'Oriente cristiano e organizza viaggi in paesi in cui sono conservate le tradizioni cristiane orientali e sono presenti le comunità che le trasmettono. Il Centro ha sede nell'abbazia del Sacro Monte. Nel settembre del 2008 il Centro, insieme a due università libanesi, ha organizzato due importanti congressi internazionali: il X symposium syriacum e l'VIII congresso internazionale di studi arabi cristiani.
Ha anche creato l'Istituto di teologia "Lumen Gentium" e l'Istituto di filosofia "Edith Stein". Il primo è affiliato alla Facoltà teologica "San Dámaso" a Madrid. In esso si formano i seminaristi della diocesi ma è aperto anche ad altre persone interessate allo studio della teologia. L'Istituto di filosofia "Edith Stein" vuole essere un luogo di studio e riscoperta della filosofia, secondo le linee guida dell'enciclica Fides et Ratio, nonché un luogo di creazione e diffusione del pensiero cristiano nel mondo di oggi. Nel 2005 l'Istituto di filosofia "Edith Stein" ha organizzato un incontro a cui hanno partecipato circa 30 figure rilevanti del pensiero teologico anglicano e protestante anglosassone (erano presenti tra gli altri John Milbank e Stanley Hawervas), e nel 2007, una conferenza organizzata in collaborazione con il Center for Filosophy and Theology dell'Università di Nottingham sul tema "belief and metaphysics". Gli atti di questo congresso sono già stati pubblicati nella collana Veritas della casa editrice SCM di Londra. Circa 130 persone provenienti da tutto il mondo hanno partecipato a questo congresso.
Monsignor Martínez Fernández ha fondato la casa editrice Nuevo Inicio per pubblicare opere di pensiero cristiano. Essa collabora il Centro culturale "Nuevo Inicio" che promuove una maggiore consapevolezza della cultura cristiana e vuole aiutare a illuminare con la fede le realtà della vita e la cultura contemporanea.
Nell'ottobre 2006 ha ritirato polemicamente tutti i seminaristi dalla facoltà teologica dei gesuiti poiché questi ultimi vi insegnavano la teologia della liberazione.
Nel marzo del 2014 ha compiuto la visita ad limina.
In seno alla Conferenza episcopale spagnola è membro della commissione per la dottrina della fede dal marzo del 2020. In precedenza è stato presidente della commissione per la dottrina della fede dal 1990 al 1996, dal 2002 al 2005 e dal 2008 al 2011; presidente del sottocomitato per l'università e di quello per la famiglia dal 1999 al 2008 e presidente della commissione per le relazioni interconfessionali dal 2011 al 2017.
In seno all'Assemblea dei vescovi delle province ecclesiastiche di Granada e Siviglia è stato delegato per la pastorale sanitaria fino al dicembre del 2000 e delegato per la catechesi fino all'ottobre del 2005.
È stato membro del Pontificio consiglio per il dialogo con i non credenti dal 1989 al 1993, del Pontificio consiglio della cultura dal 1993 al 1998 e del Pontificio consiglio per i laici dal 1998.
Ha partecipato a varie conferenze internazionali relative al cristianesimo orientale e ai padri della Chiesa a Chicago, Varsavia, Gröningen, Lovanio, Catania e Lione. È anche membro di varie associazioni scientifiche e culturali, tra le quali l'Associazione internazionale per gli studi copti dal 1984 e l'Associazione per lo studio della Dottrina sociale della Chiesa (AEDOS), fondata nel 1989. È membro onorario del Centro del vicino oriente "Terrasanta" di Bari, fondato nel 1990; membro del Comitato scientifico internazionale della rivista La Nuova Europa, pubblicato dalla Fondazione Russia Cristiana di Milano dal 1992; membro dell'International Association of Education Patrists dal 1992 e membro del comitato promotore della rivista Oasis/Al-Waha/Naklistan, edita dallo Studium Generale Marcianum.
Da anni, e nella misura in cui le sue responsabilità pastorali glielo consentono, lavora alla traduzione in spagnolo delle opere di Sant'Efrem il Siro, dottore della Chiesa.
Il 1º febbraio 2023 papa Francesco ha accolto la sua rinuncia, presentata per raggiunti limiti di età, al governo pastorale dell'arcidiocesi di Granada; gli è succeduto l'arcivescovo coadiutore José María Gil Tamayo.

## Posizioni sull'aborto
Alla fine del 2009 la stampa spagnola ha riporta alcune sue parole pronunciate il 20 dicembre durante un'omelia riguardo all'aborto:
(Francisco Javier Martínez)
Alcune testate hanno interpretato queste parole come un invito ai maschi ad abusare delle donne che hanno abortito. L'arcivescovo successivamente ha dichiarato che le sue parole sono state "mal interpretate" e che intendeva "esporre l'indegnità di una società che non protegge i più indifesi e svantaggiati" ma ha insistito che l'interruzione di gravidanza "facilita anche l'irresponsabilità di uomini e donne nelle proprie relazioni, e -per estensione- gli abusi verso le donne".

## Genealogia episcopale e successione apostolica
La genealogia episcopale è:
- Cardinale Scipione Rebiba
- Cardinale Giulio Antonio Santori
- Cardinale Girolamo Bernerio, O.P.
- Arcivescovo Galeazzo Sanvitale
- Cardinale Ludovico Ludovisi
- Cardinale Luigi Caetani
- Cardinale Ulderico Carpegna
- Cardinale Paluzzo Paluzzi Altieri degli Albertoni
- Papa Benedetto XIII
- Papa Benedetto XIV
- Papa Clemente XIII
- Cardinale Marcantonio Colonna
- Cardinale Giacinto Sigismondo Gerdil, B.
- Cardinale Giulio Maria della Somaglia
- Cardinale Carlo Odescalchi, S.I.
- Cardinale Costantino Patrizi Naro
- Cardinale Serafino Vannutelli
- Cardinale Domenico Serafini, Cong. Subl. O.S.B.
- Cardinale Pietro Fumasoni Biondi
- Cardinale Antonio Riberi
- Cardinale Ángel Suquía Goicoechea
- Arcivescovo Francisco Javier Martínez Fernández

La successione apostolica è:
- Vescovo Francisco Jesús Orozco Mengíbar (2018)